# Глуховская (село станции)
Глуховская (баш. Глуховская станцияһы) — село станции в Белебеевском районе Республики Башкортостан Российской Федерации. Входит в состав Шаровского сельсовета. Возник как посёлок при станции Глуховская.

## География

### Географическое положение
Расстояние до:
- районного центра (Белебей): 23 км,
- центра сельсовета (Шаровка): 3 км,
- ближайшей ж/д станции (Глуховская): 0 км.

## История
Название восходит к фамилии Глухов.
Закон «О внесении изменений в административно-территориальное устройство Республики Башкортостан в связи с образованием, объединением, упразднением и изменением статуса населённых пунктов, переносом административных центров» от 20 июля 2005 года N 211-З постановил:
2. Объединить следующие населённые пункты с сохранением наименований:

3) в Белебеевском районе:

а) поселение железнодорожная будка 1445 км и посёлок станции Глуховская Шаровского сельсовета, установив объединённому населённому пункту тип поселения — село, с сохранением наименования «станции Глуховская»
Закон Республики Башкортостан от 29.12.2006 N 404-З «О внесении изменений в административно-территориальное устройство Республики Башкортостан в связи с объединением, упразднением, изменением статуса населённых пунктов и переносом административных центров», ст.1, п. 2 постановляет:

Объединить деревню электроподстанции и село станции Глуховская Шаровского сельсовета Белебеевского района, сохранив статус села и наименование «станции Глуховская».

Исключить из учётных данных деревню электроподстанции Шаровского сельсовета Белебеевского района.

## Население
| 2002 | 2009 | 2010 |
| ---- | ---- | ---- |
| 138  | ↘135 | ↘93  |

Национальный состав
Согласно переписи 2002 года, преобладающая национальность — русские (72 %)

## Известные люди
- В селе родился Карандаев, Александр Сергеевич (род. 1959) — советский и российский учёный.